# Ibra Ibrahimovič
Ibra Ibrahimovič (2. prosince 1967 Most – 7. prosince 2024) byl český fotograf, známý převážně svými fotografiemi severních Čech. Byl držitelem hlavní ceny Czech Press Photo 2003 za fotografii roku.

## Život
Poprvé vystavoval v roce 1993, a sice seriál černobílých fotografií nazvaným Libkovice, svědomí severu, který zachycoval bouranou obec Libkovice a boj místních obyvatel za její záchranu. Jeho snímky jsou součástí také knihy Libkovice: Zdař bůh, kterou vydalo nakladatelství Divus v roce 1997. 
Řadu snímků Ibrahimovič publikoval i v environmentním časopise Sedmá generace.
Sérií snímků Příběh sedláka Rajtera v roce 2003 vyhrál soutěž Czech Press Photo. Ta zachycuje život několika generací selského rodu, který se brání devastaci jejich půdy výstavbou hliníkárny mexicko-americké firmy NEMAK v Havrani u Mostu.
Ibra Ibrahimovič zemřel 7. prosince 2024 ve věku 57 let a na hřbitově v Malém Háji poblíž Hory Sv. Kateřiny byl 20. prosince pohřben.   

## Knihy
- IBRAHIMOVIČ, Ibra a REEVE, Hester, Libkovice: Zdař bůh. Divus, 1997. ISBN 80-902379-1-6.
- IBRAHIMOVIČ, Ibra a HLIVA, Tomáš, ed. Střepy severních Čech. Vydání první. Brno: MOW, 2021. 243 stran. ISBN 978-80-907446-3-9.